# مصاحبه نیمه‌ساختاریافته
مصاحبه نیمه ساختاریافته روش پژوهشی است که اغلب در علوم اجتماعی استفاده می‌شود. در حالی که مصاحبه سازمان یافته دارای مجموعه‌ای دقیق از سوالات است که اجازه انعطاف در مصاحبه را نمی‌دهد، مصاحبه نیمه‌ساختار یافته، باز است که در آن اجازه پرداختن به ایده‌های جدید داده می‌شود تا در طول مصاحبه به عنوان یک نتیجه از آنچه مصاحبه‌شونده می‌گوید به ارمغان آورد. مصاحبه‌کننده در مصاحبه نیمه ساختار یافته به طور کلی دارای یک چارچوب خاص است که باید به آن پرداخته شود.